# كاتسوهيكو ناجاتا
كاتسوهيكو ناجاتا (باليابانية: 永田克彦؛ بالكانا: ながた かつひこ) هو مصارع محترف ياباني، ولد في 31 أكتوبر 1973 في تشيبا في اليابان.

## وصلات خارجية
- كاتسوهيكو ناجاتا على موقع شيردوغ (الإنجليزية)
- كاتسوهيكو ناجاتا على موقع قاعدة بيانات المصارعة الدولية (الإنجليزية)
- كاتسوهيكو ناجاتا على موقع قاعدة بيانات المصارعة على الإنترنت (الإنجليزية)
- كاتسوهيكو ناجاتا على موقع أوليمبيديا (الإنجليزية)
- كاتسوهيكو ناجاتا على موقع IMDb (الإنجليزية)